# Office communautaire des variétés végétales
 (juin 2016).
Si vous disposez d'ouvrages ou d'articles de référence ou si vous connaissez des sites web de qualité traitant du thème abordé ici, merci de compléter l'article en donnant les références utiles à sa vérifiabilité et en les liant à la section « Notes et références ».

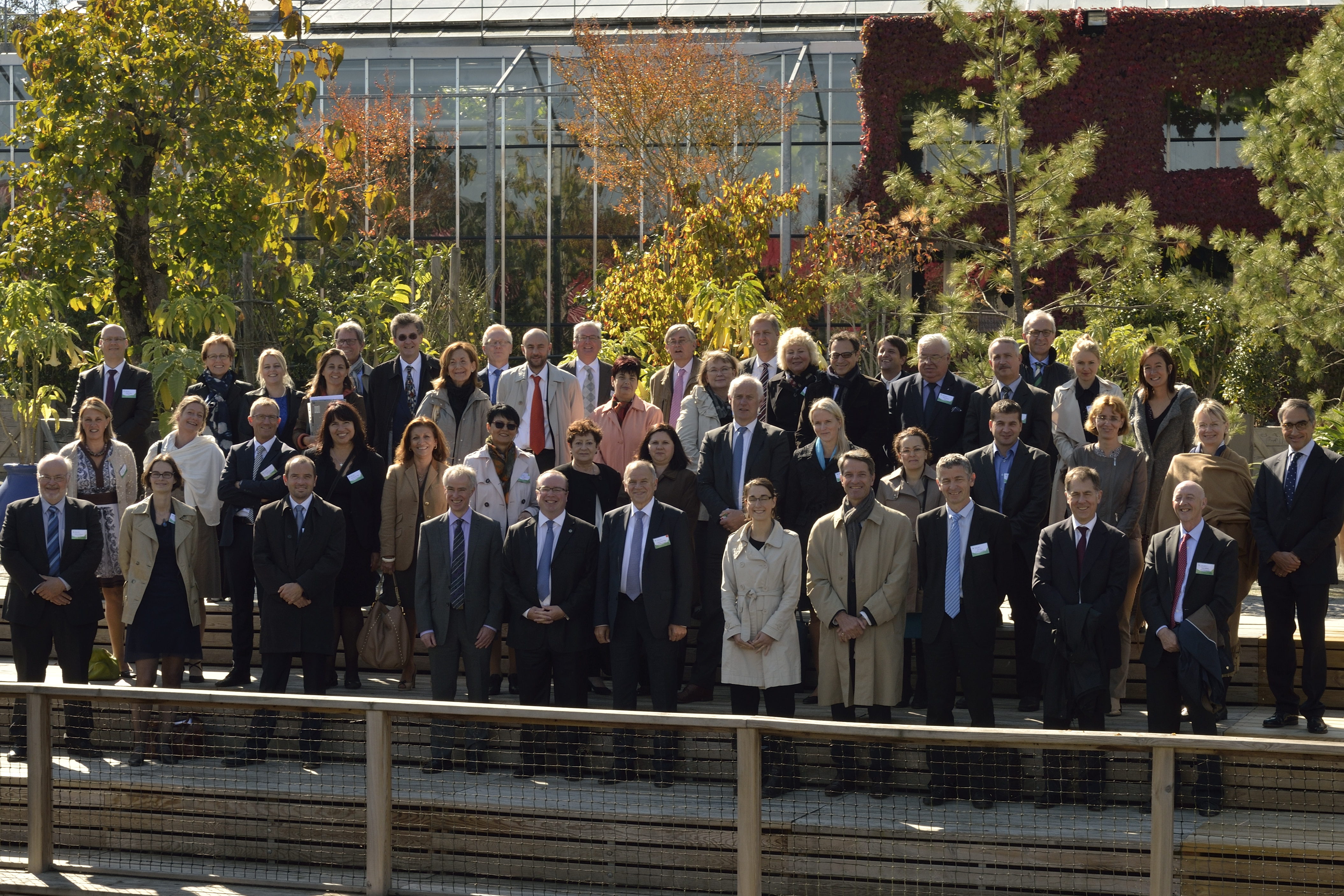
Membre du Conseil d'administration avec le commissaire Vytenis Andriukaitis. (2015)

L’Office communautaire des variétés végétales (OCVV ; en anglais : Community Plant Variety Office, CPVO) est une agence communautaire créée par le règlement no 2100/94 du Conseil du 27 juillet 1994. Elle assure la mise en œuvre et l'application du régime communautaire de protection des obtentions végétales. L'OCVV est opérationnel depuis le 27 avril 1995. 
Son siège a été fixé à Angers (France) lors de la Conférence Intergouvernementale des représentants en décembre 1996.
L'OCVV, qui est une agence décentralisée de la Communauté, dispose d'une personnalité juridique propre. Il s'autofinance, principalement sur la base de taxes versées par des personnes physiques ou morales, désireuses d'obtenir un titre de protection intellectuelle pour de nouvelles obtentions (ou variétés) végétales. Totalement autofinancé, l'OCVV ne fonctionne que grâce aux taxes versées par ses clients et les bénéfices de ses placements financiers. 

## Description générale
Dans le cadre d'une meilleure protection de la propriété intellectuelle, l'office a été mis en place par la Commission pour protéger la propriété intellectuelle sur la création de nouvelles variétés végétales au sein de l'Union européenne.
Au sein de l'Union européenne et au niveau international, l'OCVV travaille en étroite collaboration avec l'Union pour la protection des obtentions végétales, l'Office européen des brevets, l'Office de l'Union européenne de la propriété intellectuelle et les organismes de protection nationaux.
L'OCVV soutient la création d'espèces végétales en examinant avec rigueur et à moindre coût les demandes de droits de propriété intellectuelle sur les variétés végétales, tout en fournissant conseil et assistance sur la manière d'exercer ces droits. L’office ne possède aucune infrastructure lui permettant d’effectuer ces examens. Ces derniers sont réalisés dans les États membres de l'UE.
Le régime européen de protection des obtentions végétales est le système le plus élaboré au monde. Depuis 1995, 53 000 demandes (3000 demandes par an) ont été traitées et des droits de propriété ont été octroyés sur plus de 41 000 variétés végétales. 55 % d'entre elles sont des variétés ornementales, 25 % sont issues d’espèces agricoles 14 % d'espèces potagères et 6 % d'espèces fruitières. Ces chiffres montrent combien les obtenteurs apprécient ce système, qui leur permet de commercialiser leurs variétés partout en Europe.
Les principaux groupes destinataires sont :
- les obtenteurs ;
- les cultivateurs ;
- le grand public.

## Rôle
L'office se prononce sur les demandes de protection de nouvelles espèces végétales sur la base d’un examen « formel » et d’un examen technique de la variété candidate. La protection communautaire d’une obtention végétale est octroyée pour une durée de 25 à 30 ans, selon l’espèce et est valable dans tous les États membres de l’Union européenne.
Le titre de protection communautaire attribué à une nouvelle variété doit répondre aux critères DHS ) :
- Distinction, la nouvelle variété doit pouvoir être distinguée de toute autre variété existante,
- Homogénéité, ses caractères doivent être constants, ce qui exclut les variétés population (dont les semences paysannes) par nature hétérogènes[3],
- Stabilité, elle ne doit pas varier après plusieurs multiplications (critère également pénalisant pour les semences paysannes[3]).

La variété, une fois reconnue comme nouvelle, est caractérisée depuis 1991 (Convention UPOV) à partir de son génotype.
La protection s'étend de la commercialisation de la semence jusqu'à la transformation agro-alimentaire du produit qui en est issu (Règlement européen 2100/94).
Une chambre de recours statue sur les contestations des décisions prises par l'OCVV.
La protection communautaire prime par rapport à la protection nationale (tel le certificat d'obtention végétale en France), cette dernière est suspendue durant toute la période couverte par la protection communautaire.
La protection communautaire contribue à garantir les intérêts des obtenteurs et assure la rentabilité de leurs investissements dans la recherche et l'innovation.

## Activités internationales[4]
L'Office conseille la Commission lors des négociations de traités bilatéraux. 
Il intervient pour défendre le droit de propriété européen au niveau international.
En cohérence avec les objectifs de la Commission européenne, l'OCVV assiste les pays à développer des systèmes de protection respectant les principes définis par l'UPOV.
A ce titre, l'office est en relation avec les pays candidats à l'entrée dans l'UE et avec des organisations intergouvernementales mettant en place une politique de protection des variétés végétales (ARIPO, OAPI, EAPVP).

## Organisation
Le président nommé par le Conseil de l'Union européenne est le représentant légal de l'agence ainsi que de la gestion et de l'administration quotidienne. Le président actuel est Francesco Mattina qui a pris ses fonctions en tant que président de l'OCVV.
Le président est responsable devant le conseil d'administration, à qui il rend compte de sa gestion. Ce conseil est composé de : 
- représentants des 28 pays de l'UE ;
- représentants de la Commission européenne ;
- une association d'observateurs.

Le CA représente l’autorité budgétaire de l’office et est notamment chargé de se réunir deux fois par an pour discuter des points suivants :
- l'adoption du programme de travail et le budget annuel ;
- le pilotage des travaux ;
- la délégation de la responsabilité des examens techniques aux offices nationaux d’examen.

L'Office est composé de trois unités :
- une unité administrative chargée de la gestion administrative et financière de l'office.
- une unité technique chargée de l'analyse et du suivi technique des demandes ;
- une unité juridique chargée du suivi juridique des demandes.

## Complément